# Bolulla
Bolulla é um município da Espanha na província de Alicante, Comunidade Valenciana. Tem 13,6 km² de área e em 2021 tinha 426 habitantes (densidade: 31,3 hab./km²).

## Demografia
| Variação demográfica do município entre 1991 e 2004 | Variação demográfica do município entre 1991 e 2004 | Variação demográfica do município entre 1991 e 2004 | Variação demográfica do município entre 1991 e 2004 |
| --------------------------------------------------- | --------------------------------------------------- | --------------------------------------------------- | --------------------------------------------------- |
| 1991                                                | 1996                                                | 2001                                                | 2004                                                |
| 277                                                 | 306                                                 | 358                                                 | 364                                                 |